# Galileo (Fernsehsendung)
Galileo (Untertitel: Einfach. Mehr. Wissen.) ist eine Fernsehsendung des Privatsenders ProSieben zur Vermittlung von Wissen, die dem Infotainment zuzuordnen ist.
Sie wurde am 30. November 1998 erstmals ausgestrahlt und erschien zwischen 2011 und 2022 täglich. Seit Herbst 2022 wird die Sendung nur noch unter der Woche ausgestrahlt.

## Moderation

Logo bis Dezember 2013

Seit dem Start der Sendung wird Galileo von Aiman Abdallah moderiert. Erstmals ab 2000 wurde Abdallah durch Dominik Bachmair und Robert Biegert vertreten; ab 2006 moderierte auch Daniel Aminati für Galileo, bis er im März 2009 mit dem taff-Moderator Stefan Gödde tauschte. Seit 2008 moderiert auch Funda Vanroy die Sendung. Die Samstagsausgabe, die „Wissensreise“, wird seit 2011 ausgestrahlt und ebenfalls von Gödde und Vanroy moderiert. 2014 wurde eine Sondersendung ausgestrahlt, die von Christoph Maria Herbst in seiner Rolle als Bernd Stromberg moderiert wurde. 2019–2022 moderierte Stefan Gödde mit der Galileo Reporterin Claire Oelkers die Sonntagsausgabe. 2021 moderierte erstmals Jumbo Schreiner die Sendung. Die Sendungen vom 19. bis zum 21. Oktober 2022 wurden von Joko Winterscheidt und Klaas Heufer-Umlauf moderiert. Dies geschah in Folge einer Niederlage in deren Show Joko & Klaas gegen ProSieben.
| Moderator             | Jahre                | Bemerkungen                         |                      |                      |                      |
| Aktuelle Moderatoren  | Aktuelle Moderatoren | Aktuelle Moderatoren                | Aktuelle Moderatoren | Aktuelle Moderatoren | Aktuelle Moderatoren |
| --------------------- | -------------------- | ----------------------------------- | -------------------- | -------------------- | -------------------- |
| Aiman Abdallah        | seit 1998            | Hauptmoderator und Anchorman        |                      |                      |                      |
| Stefan Gödde          | seit 2009            | Hauptmoderator                      |                      |                      |                      |
| Funda Vanroy          | seit 2008            | Vertretung                          |                      |                      |                      |
| Ehemalige Moderatoren |                      |                                     |                      |                      |                      |
| Dominik Bachmair      | 2000–2002            | Vertretung                          |                      |                      |                      |
| Robert Biegert        | 2004–2007            | Vertretung                          |                      |                      |                      |
| Eva Mähl              | 2005–2012            | Hauptmoderatorin, später Vertretung |                      |                      |                      |
| Daniel Aminati        | 2006–2009            | Hauptmoderator                      |                      |                      |                      |
| Silvia Incardona      | 2010                 | Vertretung                          |                      |                      |                      |
| Claire Oelkers        | 2019–2022            | Sonntagsausgabe mit Stefan Gödde    |                      |                      |                      |
| Joko Winterscheidt    | 2022                 | Vertretung                          |                      |                      |                      |
| Klaas Heufer-Umlauf   | 2022                 | Vertretung                          |                      |                      |                      |
| Jumbo Schreiner       | 2021–2022            | Vertretung                          |                      |                      |                      |

Die Off-Sprecher sind u. a. Caroline du Fresne, Nina Breiter, Michael Betz, Jens Liedtke, Stéphane Bittoun, Ralph Wagner, Doris Lauerwald, Solveig Jeschke sowie Alexander Brem.

## Reporter
Für Galileo sind Reporter im Einsatz, die die ganze Welt bereisen und verschiedene Dinge testen. Frühere Reporter waren Funda Vanroy, Jan Schwiderek (2009 bis 2016), Elena Bruhn (bis 2013), Vanessa Meisinger und Aaron Troschke. Aktuelle Reporter sind Harro Füllgrabe, Martin Dunkelmann, Christoph Karrasch, Jan Stremmel, Matthias Fiedler, Claire Oelkers, Jumbo Schreiner, Maike Greine, Arne Hörmann, Vincent Dehler, Anne Wang und Mario Apfelbaum.

## Rubriken
| Rubrik                                       | Premiere                                                                  | Beschreibung |
| -------------------------------------------- | ------------------------------------------------------------------------- | --- |
| 15 Mythen in 15 Minuten                      | Juni 2012                                                                 | Hier werden 15 Mythen in 15 Minuten erklärt. |
| Galileo Experiment                           | 10. Januar 2005                                                           | Experimente im Brainiac- und MythBusters-Format. |
| Galileo History Experiment                   | ?                                                                         | Historische Gegenstände werden mit modernen Pendants verglichen. |
| Geschichte hinter den Lebensmitteln          | ?                                                                         | „Geschichte“ hinter Lebensmitteln wird erklärt. |
| Galileo Selbstexperiment                     | 6. Oktober 2005                                                           | Waghalsige Experimente, die selbst durchgeführt werden. |
| Web-Trend                                    | 9. Februar 2012                                                           | Neue Trends aus dem Internet meistens von Video-Portalen. |
| Studioexperiment                             | ?                                                                         | Experimente im Studio. |
| Galileo Genial                               | 30. Januar 2004 / Launch der Erlebniswelt für Kinder am 12. Dezember 2012 | Vorstellung nützlicher Erfindungen bzw. Spielen von Wissensmissionen im Internet, „Sehen, Staunen, spielend Verstehen.“ |
| Galileo X-Perience                           | ?                                                                         | Erklärung unglaublicher Unfallgeschichten, wo die Betroffenen überlebt haben. |
| Galileo Kurios                               | ?                                                                         | Vorstellung kurioser Erfindungen |
| Promi-Check                                  | ?                                                                         | Promis werden gebeten, Antworten auf alltägliche (meist sprichwörtliche) Fragen zugeben. |
| Galilexikon                                  | ?                                                                         | Filmisch inszenierte Erklärung von Begriffen und Redewendungen (beispielsweise „jetzt geht’s um die Wurst“). |
| Tech Check (abgesetzt)                       | 5. Oktober 2005 – ?                                                       | Praxistest neuer, innovativer oder kurioser Produkte. |
| Stimmt’s?                                    | ?                                                                         | Allgemeingültiges Wissen wird mit Film bestätigt oder widerlegt. |
| Drahts Taten                                 | 7. Oktober 2005 bis Anfang 2006                                           | Wiederverwertung von Schrottteilen für nützliche Gegenstände. |
| Partywissen (abgesetzt)                      | 8. Oktober 2005 – ?                                                       | Infotainment aus dem Disko-Leben. |
| Galileo Cartoon                              | ?                                                                         | Nacherzählung der Geschichte von Erfindungen im Cartoon-Stil. |
| Galileo Extra                                | 26. Januar 2006 – ?                                                       | Extra-Sendung von Galileo, in der es sich immer nur um ein Thema – in der Art eines „TV-Lexikons“ – dreht. |
| Top (7, 10, 12 etc.)                         | etwa seit März 2007                                                       | Rangliste, deren einzelne Positionen mit jeweils etwa einminütigen Kurzbeiträgen kommentiert werden, „Top 7 der spektakulärsten Fahrgeschäfte“; dabei wird existierendes Archivmaterial wiederverwertet, welches meist schon in vorherigen Einzelbeiträgen verwendet wurde. Oft gibt es aber auch eine Top 5, Top 10 oder Top 15. |
| Galileo XXL Experiment                       | 29. Mai 2007                                                              | Live-Experimente und Rekordversuche. |
| Co2ntra                                      | Mai 2007 – April 2008                                                     | Klimaschutz. |
| Galileo Extreme                              | 2007                                                                      | Live-Experimente und Rekordversuche. „Galileo Extreme“ hieß vorher „Galileo XXL Experiment“ (s. o.). |
| 100 Sekunden                                 | Anfang 2008                                                               | 100 Sekunden lang wird über ein meist gerade in den Schlagzeilen befindliches Thema informiert und wichtige Fragen werden geklärt. |
| Wort der Woche                               | 2008                                                                      | Man erfährt dort etwas über das Wort der aktuellen Woche. |
| Meisterstück                                 | Anfang 2008                                                               | Experten in der Herstellung eines bestimmten Lebensmittelprodukts (beispielsweise Konditoren) versuchen ein Markenprodukt, wie beispielsweise einen Schokoriegel, möglichst genau nachzubauen. Anschließend wird das Produkt an Leuten auf der Straße getestet, um zu überprüfen, ob diese die Fälschung erkennen. |
| Der Wissenhappen                             | September 2008                                                            | Vince Ebert erklärt Phänomene meist rund ums Essen. |
| So tickt Deutschland                         | 2. Oktober 2008–16. Oktober 2008                                          | Wie durchschnittlich bist du? |
| eXtrem – Panzerknacker                       | 27. Oktober–31. Oktober 2008                                              | Geschlechterkampf. |
| Jumbo: XXL-Test; Jumbo auf Achse (abgesetzt) | 13. Januar 2008 – ?                                                       | Jumbo Schreiner sucht die extremsten Arten von Essen. |
| Mission Wissen Weltweit                      | ?                                                                         | Reporter Harro Füllgrabe sucht weltweit extreme Phänomene. |
| FakeCheck                                    | 2008                                                                      | Internetvideos werden auf ihre Echtheit geprüft. |
| Zahl des Tages                               | 2008                                                                      | Wie beispielsweise am 10. Oktober die Zahl 10, oder beim Lotto 32 Mio. |
| Was passiert mit…?                           | 2009                                                                      | Es wird geklärt, was mit abgenutzten oder weggeworfenen Gegenständen passiert. |
| Augenblick mal                               | 2009                                                                      | Schnelle Vorgänge wie beispielsweise das Entzünden eines Feuerzeugs werden in Zeitlupe für das menschliche Auge sichtbar dargestellt. |
| Show der Elemente                            | 2009                                                                      | Chemische Elemente werden genauer untersucht. |
| Emo-Science (abgesetzt)                      | 2009 – 2. April 2009                                                      | Gefühle wie beispielsweise Wut oder Glück werden neurologisch und psychologisch erklärt. |
| Galileo Gimmick                              | 2009                                                                      | Bastelshow, bei der praktische Dinge gebastelt werden. |
| Meisterleister                               | 2009                                                                      | Harte oder allgemeinbehilfliche Jobs wie Müllmann oder Rohrreiniger werden vorgestellt. |
| History Now (abgesetzt)                      | April 2010 – September 2010                                               | Entdecke 400 Jahre Geschichte in einem Monat. |
| Durchleuchtet                                | 29. September 2010                                                        | Haushaltsgeräte werden in ihrer Funktionsweise erklärt. |
| Galileo Future Week (abgesetzt)              | 11. Oktober – 15. Oktober 2010                                            | In verschiedenen Rubriken wird gezeigt, wie die Zukunft aussehen wird. |
| Mensch vs. Maschine                          | 2011                                                                      | Ein Mensch tritt gegen eine Maschine an. |
| Stiftung Warencrash                          | August 2011                                                               | Ein Produkt wird so stark belastet, bis es kaputt geht. |
| Klein vs. Groß                               | 23. Juni 2011                                                             | Videos mit Modellen werden in Groß getestet. |
| Wir machen’s trotzdem                        | 19. März 2012                                                             | Verbotene Dinge werden ausprobiert. |
| Galileo Giganten                             | 20. März 2012                                                             | Riesige Maschinen, die viel Strom verbrauchen werden vorgestellt. |
| Was jetzt                                    | 12. April 2012                                                            | Es wird gezeigt, was man in komplizierten Situationen tun sollte. |
| Schulklassen Experiment                      | 13. April 2012                                                            | Zuschauerfragen von Schülern werden zusammen mit der angehörigen Klasse ausprobiert. |
| Fail Physik                                  | 1. Juli 2013                                                              | In Videos, in denen etwas schiefläuft, wird dies wissenschaftlich aufgearbeitet. |
| Foodscan                                     | 15. September 2013                                                        | Es werden Lebensmittel einmal genauer unter die Lupe genommen und Fakten über das jeweilige Lebensmittel werden mitgeliefert. |
| Team Fuffi                                   | ?                                                                         | Reporter Christian Karsch baut mit Gehilfen amateurhaft teure Luxusdinge nach. Hierfür erhält er für den Materialkauf 50 Euro (Fuffi). Oft werden weitere, schon vorhandene Werkzeuge und Baumaterialien genutzt. Gebaut wurden z. B. ein Whirlpool (1000 Liter Fass, Gartenstühle, Blasenmatte und Poolpumpe) oder ein Heimkino (Flüssigkristallbildschirm, Overheadprojektor) sowie auch ein E-Bike (altes Fahrrad, Akkubohrschrauber, Ketten und Zahnräder). |
| Catch me...                                  | ?                                                                         | Christian Karsch übernimmt verschiedene Berufe, so dass es Schüler, Kollegen oder Gäste nicht merken sollen z. B. Lehrer und Koch. |
| Kill your bill                               | 5. Mai 2014                                                               | In verschiedenen Einkaufszentren befragt Reporterin Funda Vanroy Kunden zu Fragen des Allgemeinwissens. Sind alle Fragen richtig beantwortet, übernimmt Galileo die Rechnung der gekauften Dinge. |
| Straßenexperiment                            | 18. November 2014                                                         | Reporter Jan Schwiderek sucht in den Fußgängerzonen Deutschlands nach Menschen, die eine Frage der Form „Was, wenn …?“ stellen sollen. Die Frage wird dann mit einem Experiment geklärt. |
| Reise ins Ich                                | Januar 2015                                                               | Inszenierungen zu einfachen Prozessen im Körper des Menschen. |
| Kitchen Moves                                | 2015                                                                      | Reporter Harro Füllgrabe und Profikoch Bernd Arold wetteifern im Küchenstudio um schnellste Zubereitungen. Arold nutzt hierzu klassisches Kochwissen, Füllgrabe Internet-Gadgets und -Tips. |
| Lost Places                                  | ?                                                                         | Zeigt verlassene Orte und Gebäude. |
| X-Days                                       | ?                                                                         | Schnuppert für 1 bis 3 Tage in verschiedenen Berufen. |
| What The Fakt                                | 2017                                                                      | Hier werden Fakten präsentiert. |
| Can You Survive?                             | 2018                                                                      | Zuschauer-Quiz über das Treffen von schnellen Entscheidungen, die für das Überleben wichtig sind. Abgestimmt werden kann via Smartphone, Internet oder Smart-TV. |
| Speedwissen                                  | ?                                                                         | Ein Themengebiet wird in wenigen Minuten erklärt. |
| Die coolsten Trends                          | ?                                                                         | Es werden Trends aus dem Internet vorgestellt und getestet. |
| 5 Dinge                                      | 2020                                                                      | Ein Einwohner eines Landes präsentiert 5 wichtige Dinge aus seinem Land, z. B. ein Kubaner unter dem Titel: „5 Dinge, ohne die ein Kubaner nicht leben kann.“ |

## Kritik

### Konzept

#### Auftreten
Laut Eigenbeschreibung ist Galileo ein „Wissensmagazin“. Die inhaltliche Qualität der Sendung wird von Wissenschaftlern und Journalisten jedoch als fragwürdig und unwissenschaftlich bewertet. Aus diesem Grund wird die Sendung in der Regel als Infotainmentmagazin und nicht als Wissenschaftsmagazin bezeichnet. Dennoch rufen Konzept und Machart der Sendung sowie die sporadischen Auftritte von Wissenschaftlern bei einigen Zuschauern entsprechende Assoziationen mit traditionellen Wissenschaftsmagazinen hervor. So heißt es dazu in einem Artikel in der Süddeutschen Zeitung: „Dass es nicht um die Berichterstattung über aktuell diskutierte Themen des Wissenschaftsbetriebes geht, ist klar, aber ist die Sendung, wie in der Eigenbeschreibung behauptet, überhaupt ein ‚Wissensmagazin‘? [...] Man kann ‚Galileo‘ als Humbug abtun oder sich mit Halbwissen unterhalten lassen. Fakt ist, dass das Format eher ein Infotainment-Magazin ist als eine Wissenssendung - doch damit erfüllt es seinen Auftrag: starke Quote, Erfolg bei jungen Menschen.“

### Inhalte

#### Relevanz
Der Journalistikforscher Klaus Meier meint, dass Galileo seit 1998 spaßig Wissen vermittle und die Sendung aufgrund des Erfolgs ein Trendsetter geworden sei. Aber die Sendung sei an das Medium und an die Zielgruppe, nicht an die Relevanz der Informationen gebunden. Es werde nur thematisiert, „was sich als Story in spannenden Bildern zeigen lässt und was als relevant für den Alltag der Zuschauer vermutet wird“. Die Süddeutsche Zeitung schrieb 2012: „Immer wiederkehrende Fixpunkte sind etwa ‚Jumbo‘, ein Übergewichtiger, der in seinen ‚XXL-Tests‘ beispielsweise die größte Bulette sucht und isst, der ‚Fake-Check‘ in dem populäre Internetvideos [...] auf ihre Echtheit geprüft werden und hübsche Blondinen (zumeist: ‚Studentinnen‘), die irgendwas testen. [...] Objektiv betrachtet, ist es nicht die Aufgabe von ProSieben, eine Wissenssendung zu produzieren, die nur eine kleine Zielgruppe hätte. Denn das Privatfernsehen unterliegt keinem Programmauftrag. Die Anbieter sind an die Werbeindustrie gebunden und müssen deshalb versuchen, möglichst hohe Einschaltquoten zu erzielen. Am einfachsten funktioniert das über ein stark unterhaltungsorientiertes Programm, weniger über trocken wissenschaftliche und andere Nischenthemen.“
Der Journalist Stefan Niggemeier kritisierte in einem Artikel in der Frankfurter Allgemeinen Sonntagszeitung von 2008 den geringen geistigen Anspruch und meinte: „Man muss sich das „Wissensmagazin“ (Eigenbeschreibung) von ProSieben, das heute seinen zehnten Geburtstag[sic] feiert, als ein Programm vorstellen, das sich nicht scheut, auch das zu erklären, was die „Sendung mit der Maus“ bei ihrem Vorschulpublikum fahrlässigerweise als Wissen voraussetzt. Eine fast rührende Naivität zeichnet „Galileo“ aus, und vermutlich darf man den Machern deshalb auch die vielen Beiträge nicht vorwerfen, die man anderswo „Schleichwerbung“ nennen würde [...] Manchmal jedoch ist diese Naivität eine Chance. Wenn „Galileo“ in einem langen Report erforscht, wie gefährlich „Killerspiele“ wirklich sind, ist das Ergebnis zwar nicht überraschend (Suchtgefahr groß, Amoklaufgefahr nicht so groß), aber den typischen Beiträgen von ARD-Politmagazinen zum Thema weit überlegen, die immer schon vorher die Antworten auf ihre Fragen zu wissen glauben.“

#### Fachliche Qualität
Oft weisen Beiträge fachliche Fehler auf. Beispielsweise wurde die Erdbeere (eine Sammelnussfrucht) in einem Beitrag als Beerenfrucht bezeichnet, ein Turboprop-Triebwerk den Kolbentriebwerken zugeordnet sowie der Mond als Planet bezeichnet, Natriumhydroxid wurde als hochgiftig, Helium als Lachgas, sowie Bariumnitrat als hochexplosiv bezeichnet, die Farbe der Hühnereier der Federfarbe der Hühner zugeordnet oder die Behauptung aufgestellt, CDs dürfe man nur von innen nach außen polieren, damit die Datenpakete nicht verschoben würden (Sendung vom 16. Juli 2008). Auch hieß es in einem Bericht über Schulzeugnisse, laut „erstem Verfassungsartikel des Grundgesetzes [sei] das Persönlichkeitsrecht unantastbar“ (Sendung vom 3. März 2009). In anderen Berichten hieß es, dass die Netzspannung in Deutschland 220 V betrage, anstelle von 230 V. In der als „Galileo Grundschulwissenstest“ bezeichneten Sendung im Oktober 2010 wurde die Nord-Süd-Ausrichtung von Kompassnadeln nicht mit dem Erdmagnetfeld, sondern mit angeblichen großen Eisenvorkommen am Nordpol erklärt. Bei diesem sogenannten Magnetberg handelt es sich um eine im 19. Jahrhundert widerlegte Theorie. In der Galileo-Sendung im November 2014 wurde das Goldvorkommen auf der Erde damit erklärt, dass Millionen von Goldteilchen nach dem Zusammenstoß zweier Sterne vor etwa einer Million Jahren zur Erde geflogen seien.
2012 löste ein Beitrag, in dem der Atlantik mit dem Pazifik verwechselt wurde, einen Shitstorm auf Facebook aus.

#### Berichterstattung über Kernenergie
Im Juli 2009 kritisierte die Umweltschutzorganisation Greenpeace die Berichterstattung der Sendung zur Sicherheit der Reaktorblöcke Isar I und II. Neben unwahren Tatsachenbehauptungen wurden Galileo auch manipulative Computergrafiken vorgeworfen. Nachfragen der Umweltschutzorganisation blieben durch die Redaktion der Sendung trotz anders lautender Ankündigungen unbeantwortet.

#### Jugendgefährdende Inhalte
Anfang 2015 rügte die Kommission für Jugendmedienschutz (KJM) das Magazin aufgrund gezeigter Inhalte, die für Jugendliche unter 12 Jahren nicht geeignet gewesen seien und damit nicht vor 20 Uhr hätten ausgestrahlt werden dürfen. Konkret betraf dies einen Beitrag, in dem man sich mit der Frage befasste, was passiere, wenn man eine Zunge an eine vereiste Eisenstange hielte. Die KJM kritisierte, dass man bewusst mit Schadenfreude und Sensationslust gespielt hätte, ohne dabei über die Risiken aufzuklären.
Am 29. Dezember 2008 sendete Galileo einen Beitrag über die Gefährlichkeit, einen Sprengkörper in einem Briefkasten explodieren zu lassen und beschrieb dabei ausführlich den Bau und die Wirkung. Am Silvesterabend 2008 explodierte in Fehrbellin eine Rohrbombe, wobei der verantwortliche Jugendliche angab, die Anleitung zum Bau des Sprengkörpers aus dem Fernsehen gehabt zu haben.

#### Schleichwerbung
Das Format berichtet häufig über Unternehmen, die zugleich Werbekunden der ProSiebenSat.1 Media SE sind. Entsprechende Produkte und Logos sind klar zu erkennen. Unter anderem eine Folge, die im Dezember 2013 ausgestrahlt wurde und über die Logistik des Unternehmens Zalando berichtete, steht in der Kritik, da fast nur über die Vorteile und nicht über die Nachteile der Logistik des Unternehmens berichtet wurde. Wegen ihres möglichen Schleichwerbegehalts kritisiert wurden in der Vergangenheit auch Beiträge über Australian Homemade und Subway.

## Auszeichnungen
- Themensendung Galileo Spezial – Karawane der Hoffnung
  - 2010: Adolf-Grimme-Preis für Karsten Scheuren und Bernhard Albrecht in der Kategorie „Information & Kultur“
  - 2010: Rose d’Or in der Kategorie Social Award[23] (Nominierung)
- Themensendung Galileo Spezial: Die unsichtbare Mauer – Flüchtlinge auf dem Weg nach Europa
  - 2012: Stiftungspreis der Vereinten Nationen (UNCA Awards) für die Autorinnen Claudia Mayer und Kim Rigauer[24]
- 2017: Deutscher Fernsehpreis Preisträger in der Kategorie Bestes Infotainment

## Galileo in anderen Ländern

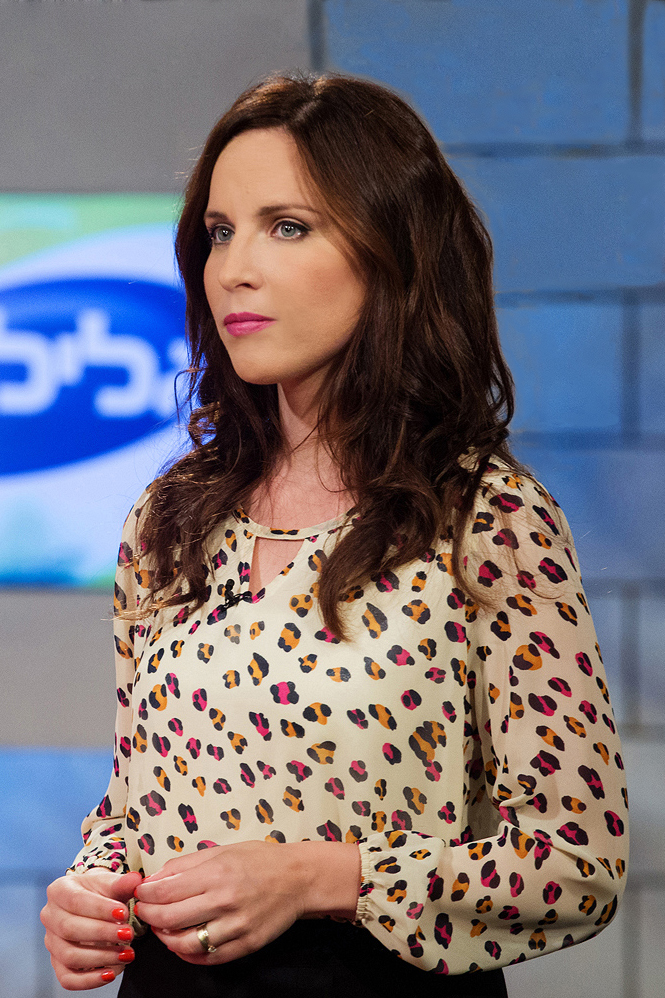
Moderatorin Hila Korach im Galileo-Studio in Israel

In den letzten Jahren wurde Galileo auch in andere Länder lizenziert. Sender in Serbien (B92), Litauen (BTV), Bulgarien (TV7), Polen (TV 4), Dänemark, Schweden, Rumänien (Prima TV), Russland (STS),  Ukraine (K-1), China (DocuTV), Belgien, Slowenien (Planet TV), Estland (TV2), Tschechien, Lettland (LNT), Thailand, Kroatien (RTL), Griechenland (ANT1), Frankreich (TMC), Niederlande (RTL5), Spanien (Antena 3), Israel (Kan Educational), Slowakei (RTVS), Albanien (PRO1), Ungarn und Norwegen kauften das Format ein. Hierbei werden entweder in die Originalsendung Voice-Over oder Untertitel eingesetzt oder die Sendung mit eigenen Moderatoren und Themen mit dem Originaltitel ausgestrahlt.

## Ableger

### Weitere Ableger
- Galileo Extra startete am 29. Januar 2006 und thematisierte lediglich ein Thema unter dem Motto Alles über....
- Galileo History, das sich mit geschichtlichen Themen beschäftigt. Unregelmäßige Ausstrahlungstermine.
- Die Große Galileo Show wurde von Abdallah und Sonya Kraus am 26. Mai 2006 um 20:15 Uhr moderiert. Inhalt war die Präsentation verschiedener Experimente, die von Prominenten, u. a. Annette Frier, Oliver Petzsokat und Katharina Witt, kommentiert wurden. Zudem wurde der ProSieben Wissenspreis vergeben.[25]
- Galileo the Game war eine Quizshow mit Aiman Abdallah, bei der drei Kandidaten um 10.000 Euro spielten. Die Sendung lief im Jahr 2002 sonntags um 18:30.
- Galileo 360° ist eine Sendung, die seit 2013 auf ProSieben Maxx ausgestrahlt wird. In der Sendung wird ein Thema präsentiert und in möglichst spektakulärer, actiongeladener Form präsentiert. Moderatorin ist Funda Vanroy.[26]
- Galileo To Go ist eine Sendung, die seit März 2014 auf ProSieben Maxx ausgestrahlt wird. In der Sendung gibt es ein kurzer täglicher Wissensbericht vom „Galileo“-Team mit Einblicken zu den Fragen des Alltags. Die Länge der Sendung beträgt fünf Minuten.
- Seit April 2011 wird Galileo täglich ausgestrahlt, zuvor gab es samstags keine Sendung. Dabei ersetzte die als Galileo-Wissensreise bezeichnete Ausgabe die bisherige Samstag-Sendung talk talk talk. Die Wissensreise wurde nur samstags ausgestrahlt, von Funda Vanroy moderiert und beschäftigte sich mit Alltäglichem. Die Sendung startete mit dem Ort der Woche, einem Ort, an dem in der vergangenen Woche ein wichtiges Ereignis stattgefunden hatte. Im Weiteren wurde über Menschen mit außergewöhnlichen Fähigkeiten berichtet.[1] Mitte 2014 bis Anfang Januar 2015 wurde die Ausstrahlung der Galileo-Wissensreise samstags eingestellt, danach wieder fortgesetzt.[27]
- Galileo Plus ist eine Reportage-Fernsehsendung von ProSieben, die seit Februar 2021 ausgestrahlt wird. Die Fernsehsendung wird von Stefan Gödde, Claire Oelkers, Christoph Karrasch und Jan Fritzowsky moderiert.[28]
- Galileo Kids heißt eine Sendung für Kinder mit Reporter Vincent Dehler, die erstmals Ende 2023 gestartet ist.[29]

## Sonstiges

### Studio
Die Fassade des Studios wurde in der Sendung vom 28. November 2013 zum Anlass des 15. Jubiläums mit professioneller Unterstützung in der Sendung gesprengt.

„Wir haben schon so ziemlich alles in die Luft gejagt, aber ein Fernsehstudio – das ist neu. Mit einer normalen Sprengung hat das nix zu tun. Aber wir kriegen das Ding schon klein!“

Seit Dezember 2013 wird die Sendung aus einem neu eingerichteten Studio gesendet.

### Videolexikon
Im Oktober 2010 veröffentlichte Galileo ein „Videolexikon“. In dem Archiv stehen rund 5000 Beiträge aus früheren Sendungen online zur Verfügung, die mit Stichworten gesucht werden können. In Zukunft sollen alle 80.000 Beiträge aus Galileo zum Abruf bereitgestellt werden.

### Zeitschrift
Derzeit wird das Magazin Galileo genial herausgegeben, welches auf Kinder spezialisiert ist. Außerdem wird in der Zeitschrift Wunderwelt Wissen ein Galileo-Teil abgedruckt. Die Zeitschriften werden regelmäßig in der Sendung beworben.

### Computerspiele
- Die Krone des Midas
- Bermuda Triangle
- Galileo Family Quiz[32]
- Galileo GENIAL – Die Erlebniswelt für Kinder im Internet

### Glaskasten-Experiment

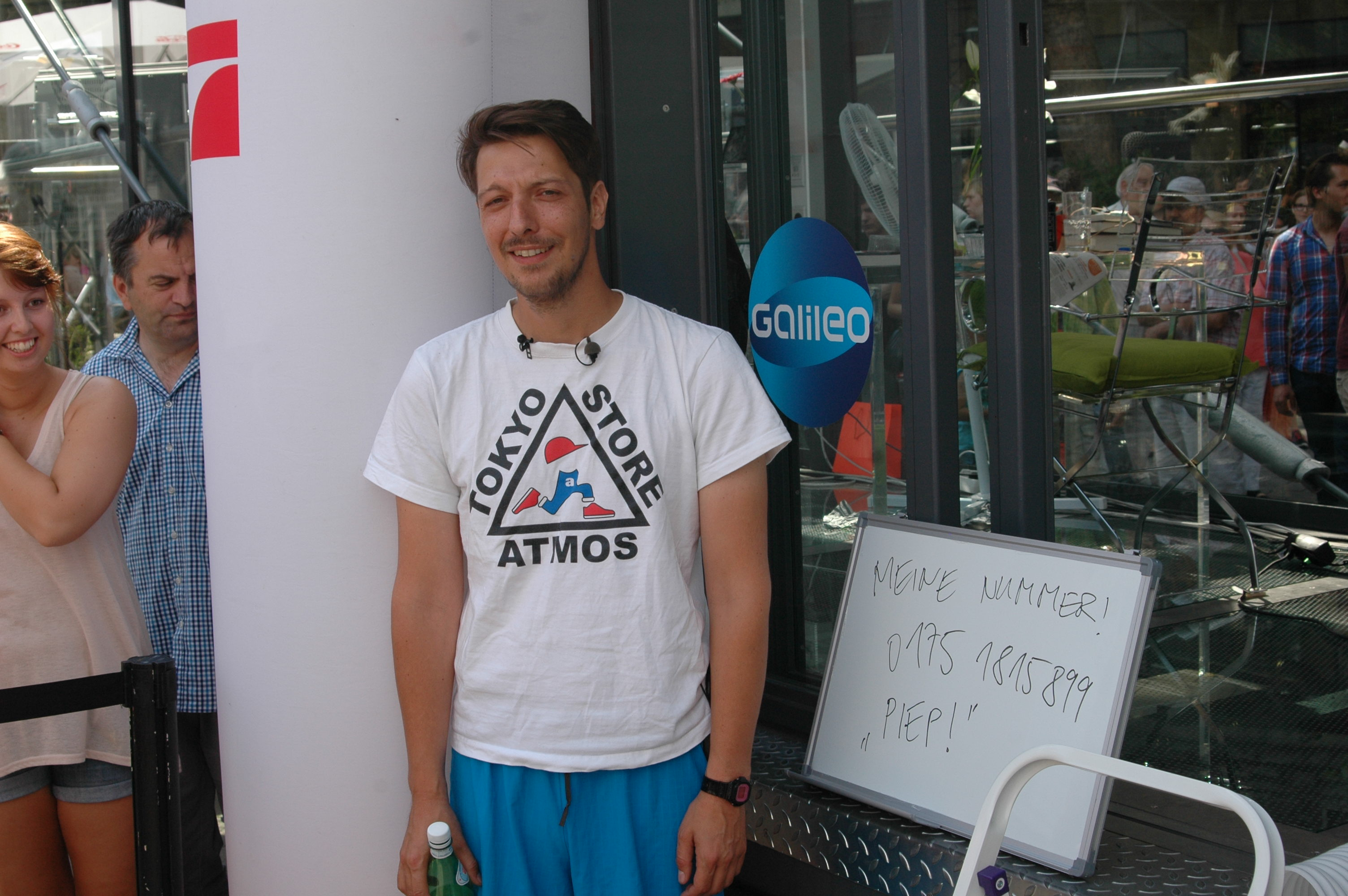
Thilo Mischke

Im Juli 2014 lebte der Reporter Thilo Mischke sechs Tage in einem Glaskasten auf dem Burgplatz in Essen. Während des Experimentes wurden alle seine privaten Daten, wie Anrufe und Internetnutzung, öffentlich zugänglich gemacht.